# Hudson Austin
Pour les articles homonymes, voir Austin.
Hudson Austin, né le 26 avril 1938 dans les Îles-du-Vent britanniques et mort le 24 septembre 2022 à Saint-Georges (Grenade), est un homme politique grenadien, brièvement Premier ministre du pays en 1983.

## Biographie
Hudson Austin est un des premiers membres de l'aile militaire du New Jewel Movement et reçoit un entrainement militaire au Guyana et à Trinité-et-Tobago. Après la proclamation du Gouvernement révolutionnaire populaire de la Grenade, il prend la tête de l'Armée révolutionnaire du peuple. En octobre 1983, il soutient le coup d'État mené par Bernard Coard, mais après la libération de Maurice Bishop puis son exécution, il forme un gouvernement militaire jusqu'au retour de la normalité et instaure le couvre-feu sur toute l'île. À la suite de l'invasion de la Grenade par les États-Unis, Hudson Austin est capturé par les soldats américains et initialement condamné à mort en 1986, mais plus tard à la prison à vie en 1991. Il est libéré le 18 décembre 2008.